# استیون هاس (تنیس‌باز)
 استیون هاس (انگلیسی: Stephen Huss؛ زاده ۱۰ دسامبر ۱۹۷۵) یک تنیس‌باز اهل استرالیا است.